# Jim Frater
James William (Jim) Frater (Vlissingen, 19 juni 1887 — Baarn, 31 mei 1969) was aquarellist, beeldhouwer, pastellist, pentekenaar en kunstschilder.
Jim Frater was de zoon van een Schotse dominee die onder andere in Middelburg en Vlissingen stond. Jim Frater woonde als Zeeuwse jongen met zijn ouders en zuster Mary afwisselend in Domburg en Baarn. In Domburg kreeg hij les van Jan Toorop
In Domburg maakte hij kennis met kunstenaars als Charley Toorop en Piet Mondriaan. Frater kreeg zijn opleiding in Middelburg en Vlissingen en aan de École des Beaux-Arts in Brussel (1903-1905) en Parijs (1906).
De schilder-beeldhouwer werd in zijn jeugd beïnvloed door kunstenaars als Toorop en Mondriaan. In 1937 vestigde hij zich in Baarn, waar hij bevriend raakte met de graficus Maurits Escher. Vaak was hij ook te vinden bij de Baarnse kunstschilder Jaap de Ruig in de Sumatrastraat. Daar werd lesgegeven in het portretteren van personen. 
Ferdinand Hart Nibbrig was een van zijn leermeesters, in Domburg was dat Jan Toorop. Jim Frater had een sterke drang tot documenteren en werkte in impressionistische of pointillistische stijl. Naast gemengde techniek werkte hij ook graag met krijt. Frater schilderde vooral geschilderde of getekende stadsgezichten, portretten en landschappen. Vanuit Baarn kwam hij in de jaren vijftig regelmatig op zijn Solex naar Spakenburg om daar de havens en de botters vast te leggen op het doek.  Museum Spakenburg bezit vijftien kunstwerken met afbeeldingen van deze vissershaven aan de Zuiderzee. Museum Flehite in Amersfoort heeft dertig tekeningen van Jim Frater in de collectie, allen stadsgezichten van Amersfoort.
Op 4 juni 1969 werd hij begraven op de Nieuwe algemene begraafplaats aan de Wijkamplaan in Baarn.